# 리비도 (래퍼)
리비도(1992년 6월 21일 ~ )는 대한민국의 가수다. 2019년 싱글 《Fake Friends》로 데뷔했다.

## 학력
- 중앙대학교 영어영문학과 졸업

## 방송
- 쇼미더머니 8 (2019) - Top54
- 쇼미더머니 9 (2020) - 2차 예선 탈락
- 쇼미더머니 11 (2022) - Top108